# 요이타번
요이타 번(일본어: 与板(與板)藩 요이타한[*])은 일본 에도 시대에 있던 번으로, 에치고국 산토군(지금의 니가타현 나가오카시 요이타)에 위치했다. 번청은 요이타 진야이다. 번 성립 이후부터 마키노씨가 번을 지배했고, 이후 막부 직할령을 거쳐 이이씨가 번주로서 번을 지배했다. 가격(家格)은 데이칸노마(帝鑑間)급 후다이 다이묘이다. 고쿠다카는 당초에는 1만 석이었으나, 호에이 2년(1705년), 이이씨가 번주에 취임한 이후부터 2만 석으로 증가했다.

## 번의 역사

### 마키노 가문 통치 시대
에치고 나가오카 번의 초대 번주 마키노 다다나리의 둘째 아들인 마키노 야스나리가 간에이 11년(1634년), 미시마 군 요이타의 1만 석 영지를 분할받고 나가오카 번의 지번으로 세운 것이 요이타 번이다. 우에스기씨의 가로 나오에 가네쓰구의 거점으로 알려졌으며, 당시 폐성이 되어 있던 요이타성터의 산기슭에 진야를 설치하고, 이곳을 정청으로 삼아 요이타 인근을 지배했다.
2대 번주 마키노 야스미치 때의 상급 가신들로는 마키노(牧野), 노구치(野口), 가토(加藤), 기마타(木俣), 스와(諏訪), 마키(真木), 이나가키(稲垣), 히라이(平井), 고타니(甲谷), 오가와(小川), 오타(太田) 등이 있었다. 그런데 간분 7년(1667년) 가로였던 노구치 씨가 돌연 영지를 몰수당하고, 일족이 해고 추방에 처해졌다. 번주 야스미치가 에도 성에서 나올 때 야스미치의 배후 경호를 잘 하지 못한 것이 몰수의 이유였는데, 어린 번주가 징계 처분의 의사를 가졌을 리 만무하고, 아마도 권력투쟁에 의한 결과로 보인다.
겐로쿠 15년(1702년), 마키노 가문은 시나노국 고모로번 1만 5천 석 영지로 전봉되었다. 당시 번주였던 3대 번주 마키노 야스시게(쇼군 도쿠가와 쓰나요시의 어머니 게이쇼인의 친동생인 혼조 무네스케의 친아들)가 쇼군 쓰나요시와 이종사촌이라는 관계로, 소규모 번이지만 격식이 더 높은 고모로로 옮겨가게 된 것이다. 마키노 가문이 고모로로 옮겨간 이후, 요이타 지방은 4년간 막부령으로 존재하다가, 이이 가문이 도토미국 가케가와번에서 이곳으로 옮겨오면서 요이타 번이 다시 생겨났다.

### 이이 가문 통치 시대
호에이 2년(1705년), 히코네번의 분가인 가케가와번의 번주 이이 나오토모가 정신병으로 인해 영지를 몰수당하였다. 다만, 막부는 그의 조상이 공신인 이이 나오마사라는 이유로 영지를 2만 석으로 줄이고 가문을 격하시킨 뒤, 히코네 번주 이이 나오오키의 넷째 아들인 이이 나오노리에게 가문을 계승하는 것을 허락하였다. 그리하여 나오노리는 히코네 번의 지번으로서 요이타 번을 개창하였다. 하지만 가케가와 번 시절에는 성주 다이묘였던 것이 요이타에서는 무성(無城) 다이묘가 되어, 산킨코타이를 하지 않는 에도 정부(定府)가 되었다.
분카 원년(1804년), 6대 번주 이이 나오아키라가 와카도시요리로서 공적을 쌓아 비로소 성주격(城主格)이 되었고, 산킨코타이를 행하게 되었다. 이를 계기로 요이타 성의 건설이 행해져, 분세이 6년(1823년), 7대 번주 이이 나오테루 대에 완성되었다.

### 막부 말기이후부터메이지 시대까지
요이타 번은 막부 말기에 이이 가문이 근황(勤皇)을 시책으로 삼으면서, '근황의 요이타 번'으로 알려지게 되었다. 그런데 게이오 3년(1867년) 대정봉환 이후, 이이 가문의 종가 히코네번이 후다이 필두(譜代筆頭)임에도 불구하고 신정부 측으로 전향하였으므로, 히코네 번의 지번인 요이타 번도 이를 따랐다. 따라서 주변의 나가오카 번과 미네야마 번은 오우에쓰 열번 동맹에 참가하여 신정부군과 싸우는 반면, 요이타 번은 신정부군 측에 가담하게 되었다.
게이오 4년(1868년) 보신 전쟁이 시작되자, 번주 이이 나오야스는 그동안 에도에 있다가 본국으로 돌아갔고, 4월에 들어 신정부군의 선발대가 진출하자, 신정부군 총독과 회견하여 공순의 뜻을 표하고 군자금 7천 냥을 제공했다. 4월 5일, 나오야스는 신정부군의 명에 따라 교토 어소 경비를 위해 교토로 올라갔다. 이후 요이타 번의 군대는 신정부군의 움직임에 호응하였고, 5월 19일 나가오카성 도하 급습 작전에서는 번의 어용 상인에 명하여 선박을 조달함으로써 작전 성공에 공헌하였다.
오우에쓰 열번 동맹군은 이에 요이타 번을 공격하기 위해 진격하였다. 5월 하순, 동맹군과 요이타 번 군대가 충돌하여, 요이타 성 바로 앞인 가네가사키(金ヶ崎)에서 요이타 번 군대가 동맹군을 맞아 격퇴했다. 5월 28일, 요이타 성이 오테 문, 깃테 문을 제외하고 전쟁으로 인해 소실되었고, 부랑대에 의해 돈을 강탈당하는 등 번내에 소란이 일어났다. 계속되는 공방전 끝에 요이타 번은 신정부군의 전진 거점으로서의 역할을 충실히 수행하게 되었고, 메이지 2년(1869년), 메이지 정부는 보신 전쟁의 공로를 현창하여 상금 2천 냥을 주었다.
같은 해 판적봉환이 행해져 번주 나오야스는 지번사가 되었고, 메이지 4년(1871년) 7월 14일, 폐번치현으로 인해 요이타 번은 폐지되고 요이타 현이 되었다. 같은해 11월 20일, 가시와자키 현(柏崎県)에 편입되었다가, 메이지 6년(1873년)에는 니가타현에 편입되었다.

## 역대 번주
마키노 가문
1. 마키노 야스나리(牧野康成) 재위 1634년 ~ 1657년
2. 마키노 야스미치(牧野康道) 재위 1657년 ~ 1689년
3. 마키노 야스시게(牧野康重) 재위 1689년 ~ 1702년

이이 가문
1. 이이 나오노리(井伊直矩) 재위 1706년 ~ 1731년
2. 이이 나오하루(井伊直陽) 재위 1731년 ~ 1732년
3. 이이 나오카즈(井伊直員) 재위 1732년 ~ 1735년
4. 이이 나오아리(井伊直存) 재위 1735년 ~ 1760년
5. 이이 나오쿠니(井伊直郡) 재위 1760년
6. 이이 나오아키라(井伊直朗) 재위 1761년 ~ 1819년
7. 이이 나오테루(井伊直暉) 재위 1820년 ~ 1826년
8. 이이 나오쓰네(井伊直経) 재위 1827년 ~ 1856년
9. 이이 나오아쓰(井伊直充) 재위 1856년 ~ 1862년
10. 이이 나오야스(井伊直安) 재위 1862년 ~ 1871년